# Pele Broberg
Pele Broberg, född 1972 i Köpenhamn i Danmark, är en grönländsk politiker och pilot.
Broberg flyttade till Grönland som späd och växte upp i Qeqertarsuaq. Han avlade studentexamen vid gymnasiet i Aasiaat år 1992 och utbildade sig till pilot på SAS Flight Academy. Broberg arbetade för Air Greenland från 1995-2014, varav från 1999 som flygkapten. Han har också studerat internationell handel på  Copenhagen Business School.
År 2018 engagerade han sig i politik och ställde upp i valet till Inatsisartut som representant för partiet Naleraq. Han var minister i Múte Bourup Egedes regering från april 2021 till april 2022.
Den 25 juni 2022 valdes Boberg till ny partiledare för Naleraq efter Hans Enoksen som avgick av personliga skäl.